# 옐레나 오시포바 (양궁 선수)
옐레나 알렉산드로브나 오시포바(러시아어: Еле́на Алекса́ндровна О́сипова, 1993년 5월 22일~)는 러시아의 양궁 선수이다. 

## 경력
1993년 러시아 극동 지역인 캄차카에 위치한 페트로파블롭스크캄차츠키에서 태어났다. 원래는 테니스 선수를 지망했으나 2008년에 양궁으로 종목을 바꿨다. 이후 2013년에 타간로크에서 열린 러시아 양궁컵에서 우승을 하면서 국가대표에 발탁되었다. 같은 해 5월 아르메니아 에치미아진에서 열린 유럽 양궁 그랑프리를 통해 처음으로 국제 대회에 참가했다.
2017년 8월 중화민국 타이베이에서 열린 2017년 하계 유니버시아드에 참가하여 투야나 다시도르지예바, 사야나 치렘필로바와 함께 단체전 동메달을 획득했다. 이듬해인 2018년 2월에는 미국 사우스다코타주 양크턴에서 열린 2018년 세계 실내 선수권 대회에서 단체전 은메달을 획득했다.
2021년 7월 일본 도쿄에서 열린 2020년 하계 올림픽에 참가하면서 첫 올림픽에 출전했다. 여자 개인전에서는 영국의 브라이어니 피트먼을 6-0으로 꺾으면서 준결승에 올랐고 준결승에서는 대한민국의 강채영을 꺾으며 결승 진출에 성공했다. 결승전에서는 대한민국의 안산에게 패해 은메달을 획득했다.